# Razori
Razori este o localitate din comuna Dobrova-Polhov Gradec, Slovenia, cu o populație de 121 de locuitori.